# Vitamina B12 nelle diete vegetariane
La vitamina B12, o cobalamina, è un nutriente essenziale nell'alimentazione umana, carente negli alimenti di origine vegetale, il cui deficit può causare gravi patologie con danni all'organismo anche irreversibili.

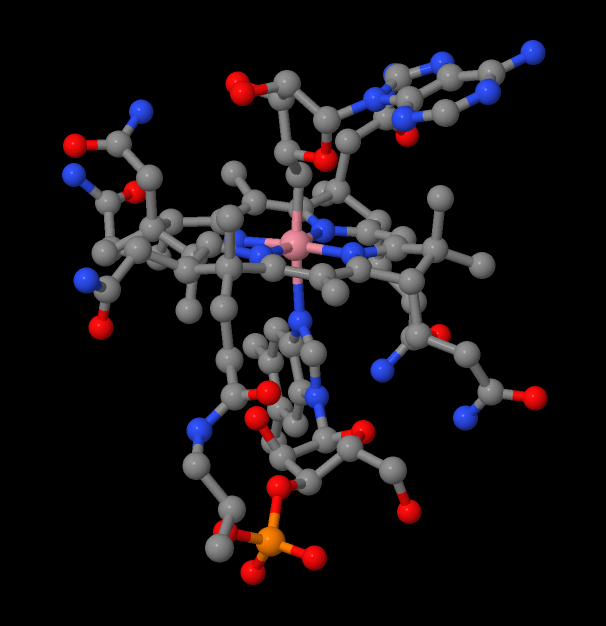
Struttura molecolare tridimensionale della cobalamina o vitamina B_{12}

## Premessa

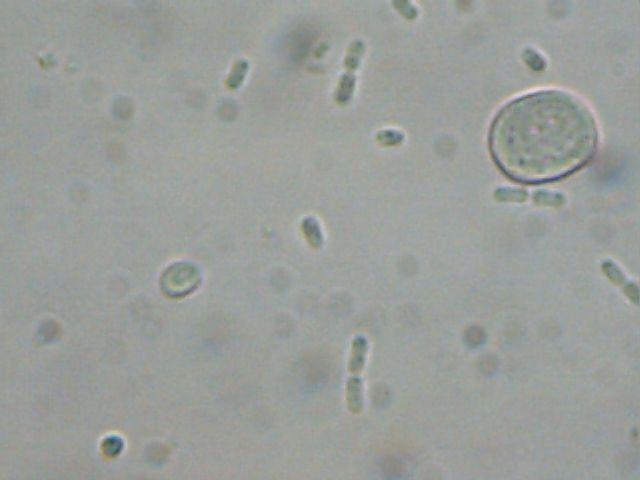
In natura la vitamina B_{12} viene prodotta solo dai microrganismi

La vitamina B12, nell'organismo umano, viene sintetizzata da batteri che risiedono in prevalenza nel colon. Il luogo in cui avviene il massimo assorbimento della vitamina B12 è l’intestino tenue che però si trova prima del colon. Di conseguenza la vitamina B12 rientra fra quei nutrienti essenziali che devono essere introdotti con la dieta. Le uniche varianti molecolari metabolicamente attive sono la metilcobalamina e la adenosilcobalamina, che sono presenti solo nei prodotti di origine animale all'interno di complessi proteici. Tutte le altre invece non risultano biologicamente utili per l'organismo umano. Assunta attraverso i cibi della dieta o con l'uso di integratori, per essere assorbita, la vitamina B12 deve legarsi ad una glicoproteina prodotta dallo stomaco, un composto prodotto da cellule specializzate presenti nella parete gastrica, chiamato fattore intrinseco. La vitamina B12, unita al fattore intrinseco, attiva nell’intestino tenue speciali recettori posti all’altezza dell’ileo che infine realizzano l’assorbimento. La vitamina B12, se non immediatamente utilizzata, viene accumulata nell'organismo e, in particolare, nel fegato. Si stima che un individuo in buono stato di salute possa avere una riserva fino a 4 mg. A partire da quando l'assorbimento dalla dieta cessa totalmente il metabolismo fa ricorso a queste riserve corporee, consumando la scorta accantonata durante il passato. Questo spiega perché, nel primo periodo, chi transita da una dieta onnivora ad una vegetariana, non ha alcuna carenza, ed esiste un margine abbastanza ampio, variabile da soggetto a soggetto, in cui non è necessario ricorrere agli integratori. Infatti il fabbisogno giornaliero stimato di vitamina B12 è di circa 2,5 microgrammi. Invece dopo l'esaurimento delle riserve l'integrazione è assolutamente indispensabile. Il medico analista, per valutare un'eventuale carenza, oltre al valore nel sangue del livello della vitamina B12, che da solo è poco attendibile visto l'esistenza di forme molecolari non utili al metabolismo, ha bisogno di conoscere anche quello dei folati e dell'omocisteina e, nell'urina, il valore dell'acido metilmalonico. Solo una valutazione incrociata di queste misure può indicare la presenza di uno stato deficitario da correggere.

## La vitamina B12 nei cibi vegetali

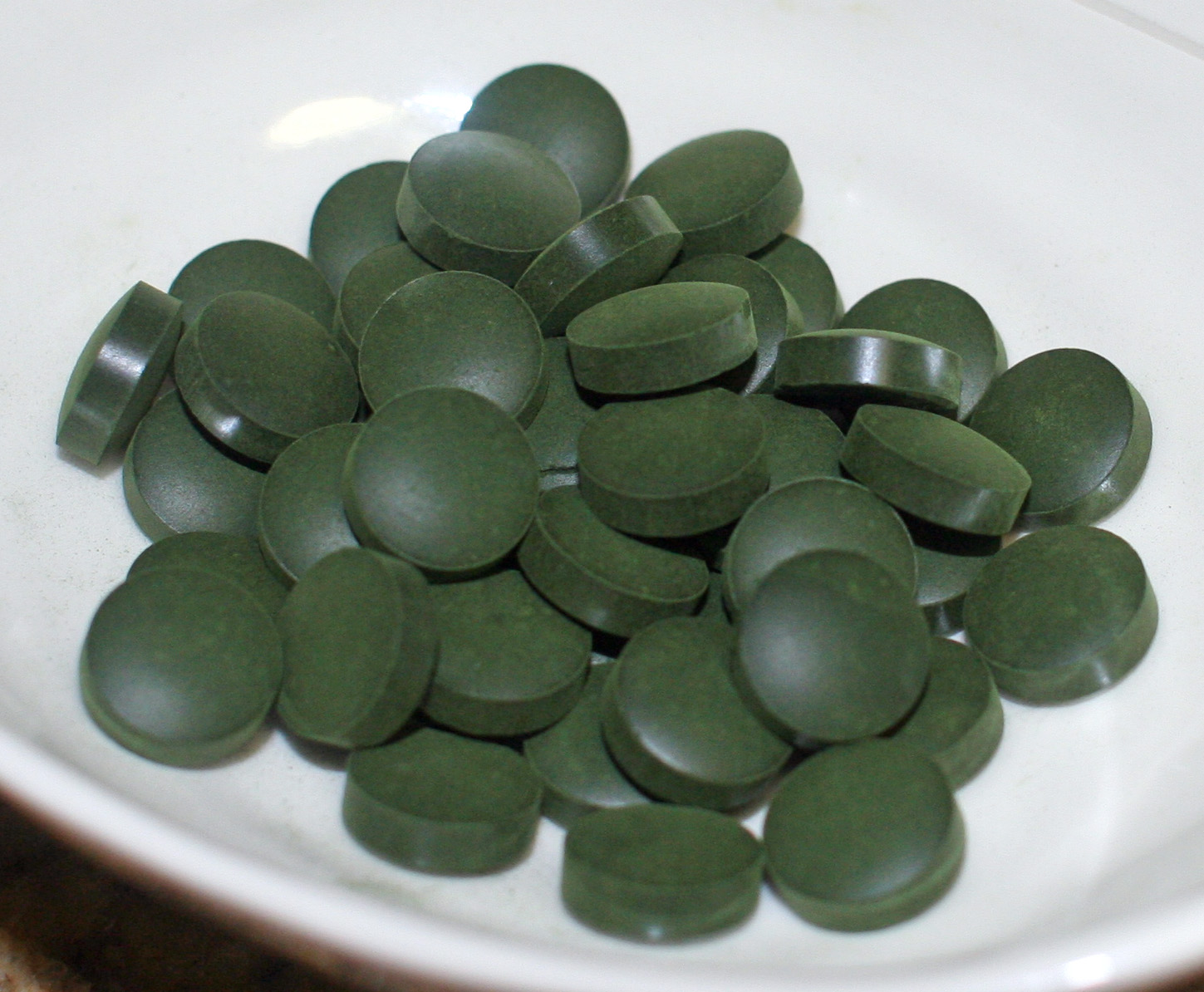
Tavolette di spirulina in commercio con analoghi di vitamina B_{12} non utili

La vitamina B12 è presente in forma biologicamente attiva nelle carni, nei latticini e nelle uova, mentre nessun cibo di origine vegetale può essere considerato una fonte affidabile di questa vitamina. Alcuni cibi vegetali vengono a volte consigliati come fonte di B12, come la spirulina, la klamath e altre alghe marine, contengono B12 e analoghi della B12.
Tuttavia, diversi studi hanno dimostrato che la vitamina B12  contenuta nelle alghe azzurro-verdi, come la spirulina e la klamath, risulta non biodisponibile nell'uomo e pertanto gli integratori alimentari a base di tali alghe non sono efficaci come fonte di vitamina B12.
Altri cibi proposti contengono vitamina B12 attiva ma in quantità inadeguate e per di più molto variabili, come alcune alghe che possono contenere quantità di B12  differenti a seconda del luogo di origine.
Infine, in alcuni prodotti fermentati a base di soia, come il tempeh e il miso, anch'essi a volte consigliati, in realtà questa vitamina risulta praticamente assente.
Questa forte confusione nasce dall'utilizzo di metodiche d'indagine che non sono in grado di discriminare correttamente tra vitamina B12  biologicamente attiva e suoi analoghi (biologicamente inattivi). Alcuni analoghi inoltre sono in grado di competere nell'assorbimento con la vera vitamina B12 all'interno dell'organismo, accelerando ulteriormente l'instaurarsi di una carenza. Nel tentativo di ottenere cibi vegetali fonti di B12, nel 2003 dei ricercatori dell'Università di Hiroshima hanno sviluppato metodi sperimentali per la coltivazione di piante ricche di vitamina B12.

## Fonti di vitamina B12 nelle diete vegetariane
I vegani e altri vegetariani stretti possono ottenere la vitamina B12 con l'uso di cibi fortificati quali latti vegetali, cereali per la colazione, prodotti a base di soia o, infine, con un supplemento vitaminico di B12 ed altre vitamine del gruppo B. Poiché l'utilizzo costante di tali prodotti può risultare poco pratico, medici e ricercatori che si occupano di nutrizione vegetariana consigliano l'uso (giornaliero o settimanale a seconda del prodotto scelto) di un supplemento vitaminico di B12.
Normalmente si ritiene che i latto-ovo-vegetariani possano assicurarsi quantità adeguate di vitamina B12 a partire da latticini e uova, anche se alcune evidenze suggeriscono che queste fonti possano essere insufficienti, pertanto alcuni autori consigliano l'uso di cibi arricchiti e supplementi anche per i latto-ovo-vegetariani. 
La frequenza con cui vengono consumati latticini e uova è comunque determinante per lo stato della B12: un uso frequente di questi prodotti probabilmente assicura livelli adeguati di B12, mentre un consumo sporadico può essere più facilmente associato ad una possibile carenza di questa vitamina.
La vitamina B12 presente in integratori e cibi fortificati è prodotta esclusivamente con processi di fermentazione biosintetici, utilizzando microrganismi selezionati e geneticamente ottimizzati. Per la produzione industriale di cobalamina la tecnica più comune consiste nell'uso di mutagenesi casuale per generare ceppi produttori di B12 ad alte rese, generalmente trattando i microrganismi con agenti mutageni come la luce UV, etilenimmina, nitrosometiluretano o metil-nitro-nitrosoguanidina. Chi sceglie di seguire una dieta vegetariana per motivazioni etiche può inoltre trovare in commercio supplementi vitaminici di B12 privi di ingredienti animali e non classificati come prodotti farmacologici, quindi non testati su animali come richiesto per legge in alcuni paesi. In generale un relativo sovradosaggio della vitamina non presenterebbe rischi di tossicità, evidenziandosi una eliminazione per via renale dell'eventuale eccesso, assunto come cianocobalamina, almeno in individui sani senza patologie specifiche e specifiche allergie.

### Gravidanza e allattamento
Durante la gravidanza e l'allattamento è particolarmente importante che la dieta delle madri vegane contenga delle fonti quotidiane e affidabili di vitamina B12 (cibi fortificati e/o integratore), in quanto durante queste fasi della vita la B12  immagazzinata nell'organismo della donna è poco disponibile per il bambino.
La mancata assunzione di cibi fortificati e/o integratore di B12 da parte della madre durante la gravidanza e l'allattamento conduce a gravi effetti avversi sul bambino quali arresto o regressione della crescita, ipotonia, atrofia cerebrale, anemia megaloblastica, riduzione delle capacità motorie e difetti neurologici permanenti.
I bambini allattati al seno, le cui madri non abbiano un'assunzione adeguata di vitamina B12, devono dunque assumere integratori di vitamina B12.

### Carenza di vitamina B12
La mancata assunzione protratta per lungo tempo di fonti affidabili di vitamina B12 in una dieta vegetariana è potenzialmente pericolosa e può condurre ad una grave carenza di questa vitamina con l'instaurarsi di anemia megaloblastica e conseguenze neurologiche fino allo sviluppo di danni irreversibili a carico del sistema nervoso. Il periodo dell'avvento di una carenza di vitamina B12 dipende da molti fattori: un vegano adulto con problemi di assorbimento della B12 che non usi cibi fortificati e/o supplementi di B12 svilupperà una carenza nel giro di 1-3 anni, mentre nei casi di normale assorbimento il deficit può ritardare la propria comparsa anche di venti o trent'anni, grazie all'efficiente processo di riassorbimento della B12 dell'intestino. Lo stato della vitamina B12 può comunque essere monitorato attraverso esami del sangue in grado di diagnosticare l'eventualità di una carenza.

## Dibattito sulla vitamina B12
Come evidenziato da uno studio retrospettivo del 2013 che analizzava i dati di ulteriori 18 studi scientifici, la carenza di vitamina B12 tra vegani è alquanto diffusa in ogni fascia di età, gruppo sociale e luogo di residenza.
I critici spesso evidenziano come il rischio di sviluppare una carenza di vitamina B12 seguendo una dieta totalmente priva di prodotti animali dimostrerebbe la pericolosità e l'innaturalità della dieta vegana per l'organismo umano. I sostenitori della dieta vegana invece sottolineano come tale rischio, facilmente evitabile con gli accorgimenti noti, sia in realtà trascurabile a fronte dei potenziali rischi legati all'assunzione di grassi e proteine animali.
Essi fanno inoltre notare come i casi diffusi dai media di soggetti vegani con grave deficienza di B12 siano in realtà da ricondurre a casi di malnutrizione generale dovuti a problemi di assorbimento o a una dieta vegana sconsiderata e spesso riguardano persone in condizioni di povertà e/o con uno stile di vita eccentrico.
Riguardo all'accusa di innaturalità, i fautori della dieta vegana sostengono che il problema va individuato nelle pratiche moderne cui sono soggetti i cibi vegetali. In natura la vitamina B12 viene prodotta da microrganismi e si accumula nel corpo dei mammiferi attraverso la catena alimentare: mentre gli animali carnivori ottengono la B12 dal consumo dei tessuti animali, gli animali che si nutrono di vegetali ottengono  questa vitamina principalmente dalla contaminazione microbica del cibo e dell'acqua e, in alcuni casi, in parte anche dalla sintesi dei batteri intestinali.
Nei paesi occidentali il consumo di acqua microbiologicamente pura, le moderne tecniche di agricoltura e le pratiche di lavaggio e di igiene cui sono sottoposti i cibi vegetali determinano una perdita consistente dei microrganismi produttori di B12 dalle fonti alimentari, tale da rendere necessario per gli animali erbivori che vivono in condizioni di cattività (come i primati rinchiusi nei laboratori di sperimentazione e gli animali allevati a scopo alimentare) l'integrazione con supplementi di vitamina B12
e, per gli stessi motivi, anche chi segue una dieta vegana deve assumere la vitamina B12 tramite integrazione. 
I fautori del vegetalismo concludono pertanto che non è la dieta vegana ad essere innaturale, quanto lo stile di vita moderno dell'uomo in ogni suo aspetto, compreso quello del trattamento industriale del cibo.
Essi evidenziano anche come chi oggi si nutre di cibi animali, pur non assumendo un integratore di B12 direttamente, ottiene comunque questa vitamina dall'integratore somministrato (anche se ciò non avviene negli animali provenienti da allevamenti non intensivi e nel caso della cacciagione), insieme ad altre sostanze chimiche e farmacologiche e supplementi vitaminici vari, agli animali allevati.
Infine sottolineano come l'uso di integratori di B12 sia consigliato dall'Institute of Medicine anche ai soggetti di età superiore ai cinquant'anni, indipendentemente dal tipo di dieta seguita, poiché dopo questa età l'organismo può perdere la capacità di assimilare la B12.